# Vladislav Volný
Vladislav Volný (* 4. března 1949, Hradiště) je luterský pastor a emeritní biskup.

## Život
V letech 1966–1971 vystudoval teologii v Bratislavě a ve Varšavě. Ordinován byl 1. srpna 1971. V duchovenské službě je činný od roku 1971. Působil ve sborech v Orlové a v Havířově-Bludovicích. Od roku 1986 do roku 1991 byl seniorem Dolního seniorátu Slezské církve evangelické a. v. Poté, co byl zbaven funkce biskupa církve Vilém Stonawski, Vladislav Volný byl zvolen biskupem místo něj. Do úřadu biskupa byl slavnostně instalován dne 26. ledna 1992. V úřadu biskupa setrval do roku 2006 a následně působil do roku 2019 ve sboru ve Stonavě. Je veden ve svazcích StB pod krycím jménem „Rudolf“, o čemž se netají hovořit.
V letech 1993–1995 a 2001–2005 zastával funkci předsedy Ekumenické rady církví v ČR; jejím místopředsedou byl v letech 1992–1993.
Dne 22. července 2005 mu polský prezident Aleksander Kwaśniewski udělil polské státní vyznamenání Řád znovuzrozeného Polska (V. třída, rytíř), a to za osobní angažovanost v oblasti smíření mezi Čechy a Poláky na Těšínském Slezsku a za budování kvalitních ekumenických vztahů mezi křesťanskými církvemi přes hranice obou států. Kromě tohoto vyznamenání se stal též nositelem Záslužného kříže Ministra obrany ČR I. stupně.
Od roku 1971 je ženatý, z manželství s Uršulou Volnou má dceru Gabrielu (* 1972) a syna Vladislava (* 1973).